# Little Amber Bottles
Little Amber Bottles è il secondo album studio del gruppo alternative country statunitense Blanche, pubblicato nel 2007.

## Tracce
1. I'm Sure of It - 3:52
2. Last Year's Leaves - 4:19
3. A Year from Now - 3:58
4. No Matter Where You Go… - 4:01
5. What This Town Needs - 3:19
6. Child of the Moon - 3:47
7. Little Amber Bottles - 4:30
8. The World I Used to Be Afraid Of - 3:48
9. O Death, Where Is Thy Sting? - 2:57
10. I Can't Sit Down - 2:53
11. (Exordium) - 1:09
12. The World's Largest Crucifix - 6:19
13. Scar Beneath the Skin - 5:36

## Formazione
Membri del gruppo
- Dave Feeny - clarinetto, composizioni, chitarra resofonica, ingegneria del suono, chitarra elettrica, missaggio, organo, pedal steel guitar, pianoforte, produzione
- Tracie Mae Miller - basso, tamburello, voce, composizioni
- Jack Lawrence - banjo, mandolino, organo, pianoforte elettrico, voce, composizioni

Altri musicisti
- Ames Asbell - viola
- Isobel Campbell - violoncello
- Bruce Colson - violino
- Seamus Donegal - clarinetto
- Sunshine Doray - pianoforte
- Dan John Miller - composizioni, chitarra, missaggio, produzione, voce
- Joseph Shuffield - violino
- Fats Sligo - cori
- Peter Stopschinski - violoncello, arrangiamenti, viola
- Ben Westney - violoncello

Tecnici
- Kevin Carrico - fotografia
- Gavin Lurssen - masterizzazione
- Mark Nevers - ingegneria del suono